# Llista d'asteroides/213701-213800
| Nom                | Designació provisional | Data de descobriment   | Lloc de descobriment | Descobridor/s            |
| ------------------ | ---------------------- | ---------------------- | -------------------- | ------------------------ |
| 213701 -           | 2002 TV288             | 10 d'octubre de 2002   | Socorro              | LINEAR                   |
| 213702 -           | 2002 TL297             | 11 d'octubre de 2002   | Socorro              | LINEAR                   |
| 213703 -           | 2002 TQ357             | 10 d'octubre de 2002   | Apache Point         | Sloan Digital Sky Survey |
| 213704 -           | 2002 TJ368             | 10 d'octubre de 2002   | Apache Point         | Sloan Digital Sky Survey |
| 213705 -           | 2002 TQ377             | 4 d'octubre de 2002    | Palomar              | NEAT                     |
| 213706 -           | 2002 UZ                | 25 d'octubre de 2002   | Palomar              | NEAT                     |
| 213707 -           | 2002 UF17              | 28 d'octubre de 2002   | Haleakala            | NEAT                     |
| 213708 -           | 2002 UZ25              | 30 d'octubre de 2002   | Kitt Peak            | Spacewatch               |
| 213709 -           | 2002 UP35              | 31 d'octubre de 2002   | Palomar              | NEAT                     |
| 213710 -           | 2002 UK38              | 31 d'octubre de 2002   | Anderson Mesa        | LONEOS                   |
| 213711 -           | 2002 UQ38              | 31 d'octubre de 2002   | Palomar              | NEAT                     |
| 213712 -           | 2002 UM64              | 30 d'octubre de 2002   | Apache Point         | Sloan Digital Sky Survey |
| 213713 -           | 2002 US67              | 30 d'octubre de 2002   | Apache Point         | Sloan Digital Sky Survey |
| 213714 -           | 2002 VP9               | 1 de novembre de 2002  | Palomar              | NEAT                     |
| 213715 -           | 2002 VY13              | 5 de novembre de 2002  | Socorro              | LINEAR                   |
| 213716 -           | 2002 VG15              | 6 de novembre de 2002  | Socorro              | LINEAR                   |
| 213717 -           | 2002 VO19              | 4 de novembre de 2002  | Palomar              | NEAT                     |
| 213718 -           | 2002 VW38              | 5 de novembre de 2002  | Socorro              | LINEAR                   |
| 213719 -           | 2002 VK46              | 5 de novembre de 2002  | Palomar              | NEAT                     |
| 213720 -           | 2002 VP48              | 5 de novembre de 2002  | Socorro              | LINEAR                   |
| 213721 -           | 2002 VX51              | 6 de novembre de 2002  | Anderson Mesa        | LONEOS                   |
| 213722 -           | 2002 VR52              | 6 de novembre de 2002  | Socorro              | LINEAR                   |
| 213723 -           | 2002 VC56              | 6 de novembre de 2002  | Anderson Mesa        | LONEOS                   |
| 213724 -           | 2002 VU63              | 6 de novembre de 2002  | Anderson Mesa        | LONEOS                   |
| 213725 -           | 2002 VV74              | 7 de novembre de 2002  | Socorro              | LINEAR                   |
| 213726 -           | 2002 VJ80              | 7 de novembre de 2002  | Socorro              | LINEAR                   |
| 213727 -           | 2002 VF92              | 13 de novembre de 2002 | Wrightwood           | J. W. Young              |
| 213728 -           | 2002 VV92              | 11 de novembre de 2002 | Socorro              | LINEAR                   |
| 213729 -           | 2002 VQ117             | 12 de novembre de 2002 | Socorro              | LINEAR                   |
| 213730 -           | 2002 VT123             | 14 de novembre de 2002 | Socorro              | LINEAR                   |
| 213731 -           | 2002 VM124             | 11 de novembre de 2002 | Socorro              | LINEAR                   |
| 213732 -           | 2002 VS125             | 14 de novembre de 2002 | Socorro              | LINEAR                   |
| 213733 -           | 2002 VB136             | 7 de novembre de 2002  | Kitt Peak            | Spacewatch               |
| 213734 -           | 2002 VC136             | 8 de novembre de 2002  | Socorro              | LINEAR                   |
| 213735 -           | 2002 VL142             | 5 de novembre de 2002  | Palomar              | NEAT                     |
| 213736 -           | 2002 VQ145             | 4 de novembre de 2002  | Palomar              | NEAT                     |
| 213737 -           | 2002 WA2               | 23 de novembre de 2002 | Palomar              | NEAT                     |
| 213738 -           | 2002 WA4               | 24 de novembre de 2002 | Palomar              | NEAT                     |
| 213739 -           | 2002 WR6               | 24 de novembre de 2002 | Palomar              | NEAT                     |
| 213740 -           | 2002 WY21              | 16 de novembre de 2002 | Palomar              | NEAT                     |
| 213741 -           | 2002 WR28              | 22 de novembre de 2002 | Palomar              | NEAT                     |
| 213742 -           | 2002 WC29              | 24 de novembre de 2002 | Palomar              | NEAT                     |
| 213743 -           | 2002 XL3               | 1 de desembre de 2002  | Socorro              | LINEAR                   |
| 213744 -           | 2002 XT10              | 3 de desembre de 2002  | Palomar              | NEAT                     |
| 213745 -           | 2002 XD46              | 10 de desembre de 2002 | Socorro              | LINEAR                   |
| 213746 -           | 2002 XX47              | 10 de desembre de 2002 | Socorro              | LINEAR                   |
| 213747 -           | 2002 XR48              | 10 de desembre de 2002 | Socorro              | LINEAR                   |
| 213748 -           | 2002 XE50              | 10 de desembre de 2002 | Palomar              | NEAT                     |
| 213749 -           | 2002 XB62              | 11 de desembre de 2002 | Socorro              | LINEAR                   |
| 213750 -           | 2002 XE66              | 12 de desembre de 2002 | Socorro              | LINEAR                   |
| 213751 -           | 2002 XS66              | 11 de desembre de 2002 | Desert Eagle         | W. K. Y. Yeung           |
| 213752 -           | 2002 XM79              | 11 de desembre de 2002 | Socorro              | LINEAR                   |
| 213753 -           | 2002 XX115             | 11 de desembre de 2002 | Apache Point         | Sloan Digital Sky Survey |
| 213754 -           | 2002 YX18              | 31 de desembre de 2002 | Socorro              | LINEAR                   |
| 213755 -           | 2003 AM2               | 1 de gener de 2003     | Socorro              | LINEAR                   |
| 213756 -           | 2003 AX23              | 4 de gener de 2003     | Socorro              | LINEAR                   |
| 213757 -           | 2003 AA50              | 5 de gener de 2003     | Socorro              | LINEAR                   |
| 213758 -           | 2003 AB51              | 5 de gener de 2003     | Socorro              | LINEAR                   |
| 213759 -           | 2003 AE60              | 5 de gener de 2003     | Socorro              | LINEAR                   |
| 213760 -           | 2003 AE65              | 7 de gener de 2003     | Socorro              | LINEAR                   |
| 213761 -           | 2003 AB66              | 7 de gener de 2003     | Socorro              | LINEAR                   |
| 213762 -           | 2003 AW66              | 7 de gener de 2003     | Socorro              | LINEAR                   |
| 213763 -           | 2003 AX79              | 11 de gener de 2003    | Socorro              | LINEAR                   |
| 213764 -           | 2003 AQ80              | 11 de gener de 2003    | Socorro              | LINEAR                   |
| 213765 -           | 2003 BD25              | 25 de gener de 2003    | Palomar              | NEAT                     |
| 213766 -           | 2003 BS53              | 27 de gener de 2003    | Anderson Mesa        | LONEOS                   |
| 213767 -           | 2003 CF19              | 8 de febrer de 2003    | Socorro              | LINEAR                   |
| 213768 -           | 2003 CK20              | 9 de febrer de 2003    | Palomar              | NEAT                     |
| 213769 -           | 2003 CJ25              | 11 de febrer de 2003   | Haleakala            | NEAT                     |
| 213770 -           | 2003 DK6               | 23 de febrer de 2003   | Vicques              | M. Ory                   |
| (213771) Johndee   | 2003 DE13              | 27 de febrer de 2003   | Klet                 | KLENOT                   |
| 213772 -           | 2003 DF13              | 27 de febrer de 2003   | Klet                 | M. Tichy i M. Kocer      |
| 213773 -           | 2003 DL13              | 22 de febrer de 2003   | Goodricke-Pigott     | J. W. Kessel             |
| 213774 -           | 2003 DK15              | 26 de febrer de 2003   | Socorro              | LINEAR                   |
| 213775 -           | 2003 DK17              | 28 de febrer de 2003   | Klet                 | Klet                     |
| 213776 -           | 2003 DZ18              | 21 de febrer de 2003   | Palomar              | NEAT                     |
| 213777 -           | 2003 EN10              | 6 de març de 2003      | Socorro              | LINEAR                   |
| 213778 -           | 2003 EE12              | 6 de març de 2003      | Anderson Mesa        | LONEOS                   |
| 213779 -           | 2003 EP14              | 6 de març de 2003      | Anderson Mesa        | LONEOS                   |
| 213780 -           | 2003 EW37              | 8 de març de 2003      | Anderson Mesa        | LONEOS                   |
| 213781 -           | 2003 EB52              | 11 de març de 2003     | Palomar              | NEAT                     |
| 213782 -           | 2003 EV59              | 13 de març de 2003     | Socorro              | LINEAR                   |
| 213783 -           | 2003 FF                | 22 de març de 2003     | Desert Moon          | B. L. Stevens            |
| 213784 -           | 2003 FY4               | 25 de març de 2003     | Klet                 | M. Tichy                 |
| 213785 -           | 2003 FZ4               | 25 de març de 2003     | Emerald Lane         | L. Ball                  |
| 213786 -           | 2003 FJ5               | 26 de març de 2003     | Campo Imperatore     | CINEOS                   |
| 213787 -           | 2003 FC11              | 23 de març de 2003     | Kitt Peak            | Spacewatch               |
| 213788 -           | 2003 FF11              | 23 de març de 2003     | Kitt Peak            | Spacewatch               |
| 213789 -           | 2003 FF27              | 24 de març de 2003     | Kitt Peak            | Spacewatch               |
| 213790 -           | 2003 FG31              | 23 de març de 2003     | Kitt Peak            | Spacewatch               |
| 213791 -           | 2003 FP31              | 23 de març de 2003     | Kitt Peak            | Spacewatch               |
| 213792 -           | 2003 FJ42              | 30 de març de 2003     | Socorro              | LINEAR                   |
| 213793 -           | 2003 FT43              | 23 de març de 2003     | Kitt Peak            | Spacewatch               |
| 213794 -           | 2003 FT51              | 25 de març de 2003     | Catalina             | CSS                      |
| 213795 -           | 2003 FA58              | 26 de març de 2003     | Kitt Peak            | Spacewatch               |
| 213796 -           | 2003 FH90              | 29 de març de 2003     | Anderson Mesa        | LONEOS                   |
| 213797 -           | 2003 FN95              | 30 de març de 2003     | Anderson Mesa        | LONEOS                   |
| 213798 -           | 2003 FK100             | 31 de març de 2003     | Anderson Mesa        | LONEOS                   |
| 213799 -           | 2003 FK116             | 23 de març de 2003     | Kitt Peak            | Spacewatch               |
| (213800) Stefanwul | 2003 GO                | 2 d'abril de 2003      | Saint-Sulpice        | B. Christophe            |